# Ожомля Мала (ґміна)
Ґміна Ожомля Мала — колишня (1934—1939 рр.) сільська ґміна у Яворівському повіті Львівського воєводства Польської республіки (1918—1939) рр. Центром ґміни було село Ожомля Мала (Віжомля).
1 серпня 1934 р. було створено ґміну Ожомля Мала у Яворівському повіті. До неї увійшли сільські громади: Ляшкі, Новосюлкі (Новосілки), Ожомля (Віжомля), Ожомля Мала (Віжомля), Рогузьно (Рогізно), Сєдліска (Оселя), Черчик
У 1934 р. територія ґміни становила 98,12 км². Населення ґміни станом на 1931 рік становило 8 268 осіб. Налічувалось 1 484 житлові будинки.
Національний склад населення ґміни Ожомля Мала на 01.01.1939:
| село             | населення | українці-грекокатолики | українці-латинники | євреї  | німці  | поляки | польські колоністи |
| ---------------- | --------- | ---------------------- | ------------------ | ------ | ------ | ------ | ------------------ |
| Ляшки Яворівські | 870       | 785                    | 70                 |        | 15     |        |                    |
| Новосілки        | 920       | 895                    | 10                 | 10     | 5      |        |                    |
| Віжомля          | 1840      | 1330                   | 460                | 15     | 10     | 25     |                    |
| Шумляв           | 340       | 60                     | 20                 |        | 150    | 110    |                    |
| Рогізно          | 2360      | 2180                   | 70                 | 30     | 20     | 60     |                    |
| Селиська         | 1670      | 1570                   | 20                 | 30     |        | 10     | 40                 |
| Черчик           | 890       | 805                    | 70                 | 15     |        |        |                    |
| Загалом          | 8890      | 7625                   | 720                | 100    | 200    | 205    | 40                 |
| Відсотки         | 100 %     | 85,77 %                | 8,1 %              | 1,12 % | 2,25 % | 2,31 % | 0,45 %             |

Відповідно до Пакту Молотова — Ріббентропа 28 вересня територія ґміни була зайнята СРСР. Ґміна ліквідована 17 січня 1940 р. у зв'язку з утворенням району.